# Trachelas pusillus
Trachelas pusillus är en spindelart som beskrevs av Roger de Lessert 1923. Trachelas pusillus ingår i släktet Trachelas och familjen flinkspindlar. Inga underarter finns listade i Catalogue of Life.